# Pudentiana van Rome
Pudentiana van Rome (Rome, 2e eeuw - Rome, ca. 160) is een vroegchristelijke heilige en martelares die wordt vereerd in de Rooms-Katholieke Kerk. Haar gedachtenis wordt gevierd op 19 mei.

## Leven
Pudentiana was volgens overlevering de dochter van de Romeinse senator Sint Pudens, die door de apostel Petrus tot het christendom zou zijn bekeerd. Zij en haar zus Praxedis zouden samen met hun vader in Rome christelijke erediensten hebben gehouden, hun huis opengesteld hebben voor gelovigen en actief geweest zijn in de zorg voor armen en vervolgde christenen.
Hoewel historische details schaars zijn, wordt Pudentiana beschreven als een jonge maagd die haar leven wijdde aan gebed, boete en liefdadigheid. Volgens sommige tradities zou ze op jonge leeftijd gestorven zijn, uitgeput door haar ascetische levensstijl, of als martelares, hoewel dit laatste niet met zekerheid kan worden bevestigd.

## Verering
De basiliek van Santa Pudenziana in Rome – mogelijk gebouwd op de plaats van het huis van haar vader Pudens – is een van de oudste kerken van Rome en is naar haar genoemd. De kerk bevat een beroemde mozaïek uit de 4e eeuw waarin Christus wordt afgebeeld als een leraar, geflankeerd door de twee zussen Pudentiana en Praxedis.
Pudentiana’s verering is nauw verbonden met die van haar zus Sint Praxedis, die op 21 juli wordt herdacht. Samen vormen zij een belangrijk symbool van de vroege christelijke vrouwelijke toewijding in het Rome van de vervolgingstijd.

## Iconografie
In de christelijke kunst wordt Pudentiana meestal afgebeeld als een jonge vrouw in Romeinse gewaden, vaak met een kruik of palmtak in de hand, wat symbool staat voor haar reinheid en martelaarschap. Soms wordt ze ook weergegeven samen met haar zus Praxedis en de apostel Petrus.